# 셰자지구
셰자지구(한국어: 사가집구, 중국어: 谢家集区, 병음: Xièjiājí Qū)는 중화인민공화국 안후이성 화이난 시의 현급 행정구역이다. 넓이는 273km2이고, 인구는 2007년 기준으로 340,000명이다.

## 행정 구역
5개 가도, 4개 진, 1개 향. 1게 민족향을 관할한다.
- 가도변사소: 谢家集街道, 蔡家岗街道, 立新街道, 谢三村街道, 平山街道.
- 진: 李郢孜镇, 望峰岗镇, 唐山镇, 杨公镇.
- 향: 孙庙乡
- 민족향: 孤堆回族乡.